# Примуш Роман Борисович
Роман Борисович Примуш (нар. 18 вересня 1985, місто Хмельницький) — український діяч, заступник голови Державної служби України з надзвичайних ситуацій, колишній 1-й заступник голови Хмельницької обласної державної адміністрації. Т.в.о. голови Хмельницької обласної державної адміністрації з 24 листопада по 3 грудня 2020 року. Кандидат наук з державного управління (2016).

## Життєпис
У 2008 році закінчив Хмельницький університет управління та права; правознавство, юрист.
У липні 2008 — березні 2010 року — юрисконсульт приватного підприємства «Пролюс», м. Хмельницький.
У 2010 році закінчив магістратуру Хмельницького університету управління та права; правознавство, юрист.
У березні 2010 — січні 2011 року — головний експерт першого відділу досліджень і розслідувань Хмельницького обласного територіального відділення Антимонопольного комітету.
У січні 2011 — жовтні 2013 року — заступник начальника першого відділу досліджень і розслідувань Хмельницького обласного територіального відділення Антимонопольного комітету.
У жовтні 2013 — липні 2017 року — заступник голови Хмельницького обласного територіального відділення Антимонопольного комітету. У липні 2017 — березні 2019 року — заступник голови — начальник відділу досліджень і розслідувань Хмельницького обласного територіального відділення Антимонопольного комітету.
У березні 2019 — січні 2020 року — директор Агенції регіонального розвитку Хмельницької області.
З січня по грудень 2020 року — 1-й заступник голови Хмельницької обласної державної адміністрації.
З 24 листопада по 3 грудня 2020 року — тимчасовий виконувач обов'язків голови Хмельницької обласної державної адміністрації.
З 8 грудня 2020 до вересня 2021 року — заступник хмельницького міського голови Олександра Симчишина.
З вересня 2021 року до 15 грудня 2021 року — радник голови Державної служби України з надзвичайних ситуацій.
З 15 грудня 2021 року — заступник Голови Державної служби України з надзвичайних ситуацій з питань цифрового розвитку, цифрових трансформацій і цифровізації.
Автор та співавтор багатьох наукових видань: інформаційно-енциклопедичного видання «Енциклопедія економічної конкуренції» (2011), «Адвокатування конкуренції на соціально-важливих ринках Хмельницької області» (2012), «Економічна конкуренція та антимонопольне регулювання в Україні» (2015), «Інструменти розвитку об'єднаних територіальних громад в умовах децентралізації влади» (2017), «Надання державної допомоги суб'єктам господарювання: практичний порадник для органів місцевого самоврядування» (2017), «Становлення інституту старости: перші кроки» (2017), «Управління персоналом в умовах децентралізації» (2018).

## Відзнаки за професійну діяльність
- Почесна грамота Хмельницької обласної ради
- Почесна грамота Хмельницької обласної державної адміністрації
- Подяка Антимонопольного комітету України
- Подяка Хмельницької міської ради